# Preacher (Fernsehserie)/Episodenliste

Logo zur Serie

Diese Episodenliste enthält alle Episoden der US-amerikanischen Dramaserie Preacher, sortiert nach der US-amerikanischen Erstausstrahlung. Die Fernsehserie umfasst vier Staffeln mit 43 Episoden.

## Übersicht
| Staffel | Episodenanzahl | Erstausstrahlung USA | Erstausstrahlung USA | Deutschsprachige Erstveröffentlichung | Deutschsprachige Erstveröffentlichung |
| Staffel | Episodenanzahl | Staffelpremiere      | Staffelfinale        | Staffelpremiere                       | Staffelfinale                         |
| ------- | -------------- | -------------------- | -------------------- | ------------------------------------- | ------------------------------------- |
| 1       | 10             | 22. Mai 2016         | 31. Juli 2016        | 30. Mai 2016                          | 1. August 2016                        |
| 2       | 13             | 25. Juni 2017        | 11. September 2017   | 26. Juni 2017                         | 12. September 2017                    |
| 3       | 10             | 24. Juni 2018        | 26. August 2018      | 25. Juni 2018                         | 27. August 2018                       |
| 4       | 10             | 4. August 2019       | 29. September 2019   | 5. August 2019                        | 30. September 2019                    |

## Staffel 1
Die Erstausstrahlung der ersten Staffel war vom 22. Mai bis zum 31. Juli 2016 auf dem US-amerikanischen Kabelsender AMC zu sehen. Die deutschsprachige Erstveröffentlichung fand vom 30. Mai bis zum 1. August 2016 beim Video-on-Demand-Anbieter Prime Video per Streaming statt.
| Nr. (ges.) | Nr. (St.) | Deutscher Titel                    | Originaltitel         | Erstausstrahlung USA | Deutschsprachige Erstveröffentlichung (D/A) | Regie                      | Drehbuch                                                | Zuschauer (USA) |
| ---------- | --------- | ---------------------------------- | --------------------- | -------------------- | ------------------------------------------- | -------------------------- | ------------------------------------------------------- | --------------- |
| 1          | 1         | Pilotfolge                         | Pilot                 | 22. Mai 2016         | 30. Mai 2016                                | Seth Rogen & Evan Goldberg | Sam Catlin Idee: Seth Rogen, Evan Goldberg & Sam Catlin | 2,380 Mio.      |
| 2          | 2         | Erkenne                            | See                   | 5. Juni 2016         | 6. Juni 2016                                | Seth Rogen & Evan Goldberg | Sam Catlin                                              | 2,075 Mio.      |
| 3          | 3         | Die Möglichkeiten                  | The Possibilities     | 12. Juni 2016        | 13. Juni 2016                               | Scott Winant               | Chris Kelley                                            | 1,754 Mio.      |
| 4          | 4         | Der Monstersumpf                   | Monster Swamp         | 19. Juni 2016        | 20. Juni 2016                               | Craig Zisk                 | Sara Goodman                                            | 1,142 Mio.      |
| 5          | 5         | Der Süden wird sich wieder erheben | South Will Rise Again | 26. Juni 2016        | 27. Juni 2016                               | Michael Slovis             | Craig Rosenberg                                         | 1,425 Mio.      |
| 6          | 6         | Sundowner                          | Sundowner             | 3. Juli 2016         | 4. Juli 2016                                | Guillermo Navarro          | Nick Towne                                              | 1,494 Mio.      |
| 7          | 7         | Wo ist Eugene                      | He Gone               | 10. Juli 2016        | 11. Juli 2016                               | Michael Morris             | Mary Laws                                               | 1,547 Mio.      |
| 8          | 8         | Die Belagerung                     | El Valero             | 17. Juli 2016        | 25. Juli 2016                               | Kate Dennis                | Eric Dufault                                            | 1,649 Mio.      |
| 9          | 9         | Das Ende vom Lied                  | Finish the Song       | 24. Juli 2016        | 25. Juli 2016                               | Michael Slovis             | Craig Rosenberg                                         | 1,565 Mio.      |
| 10         | 10        | Gerufen und Erhört                 | Call and Response     | 31. Juli 2016        | 1. Aug. 2016                                | Sam Catlin                 | Sam Catlin                                              | 1,722 Mio.      |

## Staffel 2
Die Erstausstrahlung der zweiten Staffel war vom 25. Juni bis zum 11. September 2017 auf dem US-amerikanischen Kabelsender AMC zu sehen. Die deutschsprachige Erstveröffentlichung fand vom 26. Juni bis zum 12. September 2017 beim Video-on-Demand-Anbieter Prime Video per Streaming statt.
| Nr. (ges.) | Nr. (St.) | Deutscher Titel                                  | Originaltitel       | Erstausstrahlung USA | Deutschsprachige Erstveröffentlichung (D/A) | Regie                      | Drehbuch                   | Zuschauer (USA) |
| ---------- | --------- | ------------------------------------------------ | ------------------- | -------------------- | ------------------------------------------- | -------------------------- | -------------------------- | --------------- |
| 11         | 1         | Auf der Suche nach Gott                          | On the Road         | 25. Juni 2017        | 26. Juni 2017                               | Seth Rogen & Evan Goldberg | Sam Catlin                 | 1,693 Mio.      |
| 12         | 2         | Mumbai Sky Tower                                 | Mumbai Sky Tower    | 26. Juni 2017        | 27. Juni 2017                               | Seth Rogen & Evan Goldberg | Sam Catlin                 | 1,347 Mio.      |
| 13         | 3         | Willkommen in New Orleans                        | Damsels             | 3. Juli 2017         | 4. Juli 2017                                | Michael Slovis             | Sara Goodman               | 1,111 Mio.      |
| 14         | 4         | Viktor                                           | Viktor              | 10. Juli 2017        | 11. Juli 2017                               | Michael Slovis             | Craig Rosenberg            | 1,186 Mio.      |
| 15         | 5         | Dallas                                           | Dallas              | 17. Juli 2017        | 18. Juli 2017                               | Michael Morris             | Philip Buiser              | 1,269 Mio.      |
| 16         | 6         | Sokoasha (Amazon), Der Mann ohne Seele (Netflix) | Sokosha             | 24. Juli 2017        | 25. Juli 2017                               | David Evans                | Mary Laws                  | 1,192 Mio.      |
| 17         | 7         | Pig (Amazon), Das schwebende Schwein (Netflix)   | Pig                 | 31. Juli 2017        | 1. Aug. 2017                                | Wayne Yip                  | Olivia Dufault             | 1,248 Mio.      |
| 18         | 8         | Das Loch im Boden                                | Holes               | 7. Aug. 2017         | 8. Aug. 2017                                | Maja Vrvilo                | Mark Stegemann             | 1,153 Mio.      |
| 19         | 9         | Puzzle Piece (Amazon), Das Puzzleteil (Netflix)  | Puzzle Piece        | 14. Aug. 2017        | 15. Aug. 2017                               | Michael Dowse              | Craig Rosenberg            | 0,992 Mio.      |
| 20         | 10        | Der Messias                                      | Dirty Little Secret | 21. Aug. 2017        | 22. Aug. 2017                               | Steph Green                | Mary Laws                  | 1,031 Mio.      |
| 21         | 11        | Die Hintertür                                    | Backdoors           | 28. Aug. 2017        | 29. Aug. 2017                               | Norberto Barba             | Sara Goodman               | 0,898 Mio.      |
| 22         | 12        | Auf die Knie                                     | On Your Knees       | 4. Sep. 2017         | 5. Sep. 2017                                | Michael Slovis             | Sam Catlin & Rachel Wagner | 1,099 Mio.      |
| 23         | 13        | Am Ende des Weges                                | The End of the Road | 11. Sep. 2017        | 12. Sep. 2017                               | Wayne Yip                  | Sam Catlin                 | 0,972 Mio.      |

## Staffel 3
Die Erstausstrahlung der dritten Staffel war vom 24. Juni bis zum 26. August 2018 auf dem US-amerikanischen Kabelsender AMC zu sehen. Die deutschsprachige Erstveröffentlichung fand vom 25. Juni bis zum 27. August 2018 beim Video-on-Demand-Anbieter Prime Video per Streaming statt.
| Nr. (ges.) | Nr. (St.) | Deutscher Titel         | Originaltitel       | Erstausstrahlung USA | Deutschsprachige Erstveröffentlichung (D/A) | Regie             | Drehbuch               | Zuschauer (USA) |
| ---------- | --------- | ----------------------- | ------------------- | -------------------- | ------------------------------------------- | ----------------- | ---------------------- | --------------- |
| 24         | 1         | Angelville              | Angelville          | 24. Juni 2018        | 25. Juni 2018                               | Michael Slovis    | Sam Catlin             | 0,838 Mio.      |
| 25         | 2         | Diese elenden Mistkerle | Sonsabitches        | 1. Juli 2018         | 2. Juli 2018                                | Michael Slovis    | Sara Goodman           | 0,768 Mio.      |
| 26         | 3         | Es wird weh tun         | Gonna Hurt          | 8. Juli 2018         | 9. Juli 2018                                | John Grillo       | Gary Tieche            | 0,773 Mio.      |
| 27         | 4         | Die Gruft               | The Tombs           | 15. Juli 2018        | 16. Juli 2018                               | Wayne Yip         | Mark Stegemann         | 0,750 Mio.      |
| 28         | 5         | Der Sarg                | The Coffin          | 22. Juli 2018        | 23. Juli 2018                               | Millicent Shelton | Mary Laws              | 0,819 Mio.      |
| 29         | 6         | Les Enfants du Sang     | Les Enfants du Sang | 29. Juli 2018        | 30. Juli 2018                               | Laura Belsey      | Rachel Wagner          | 0,781 Mio.      |
| 30         | 7         | Hilter                  | Hilter              | 5. Aug. 2018         | 6. Aug. 2018                                | Michael Morris    | Carla Ching            | 0,879 Mio.      |
| 31         | 8         | Der Tom/Brady           | The Tom/Brady       | 12. Aug. 2018        | 13. Aug. 2018                               | Wayne Yip         | Mary Laws & Kevin Rose | 0,937 Mio.      |
| 32         | 9         | Schwanzkopf             | Schwanzkopf         | 19. Aug. 2018        | 20. Aug. 2018                               | Kevin Hooks       | Gary Tieche            | 0,977 Mio.      |
| 33         | 10        | Das Licht über uns      | The Light Above     | 26. Aug. 2018        | 27. Aug. 2018                               | Sam Catlin        | Sam Catlin             | 1,017 Mio.      |

## Staffel 4
Die Erstausstrahlung der vierten Staffel war vom 4. August bis zum 29. September 2019 auf dem US-amerikanischen Kabelsender AMC zu sehen. Die deutschsprachige Erstveröffentlichung fand vom 5. August bis zum 30. September 2019 beim Video-on-Demand-Anbieter Prime Video per Streaming statt.
| Nr. (ges.) | Nr. (St.) | Deutscher Titel       | Originaltitel     | Erstausstrahlung USA | Deutschsprachige Erstveröffentlichung (D/A) | Regie             | Drehbuch                 | Zuschauer (USA) |
| ---------- | --------- | --------------------- | ----------------- | -------------------- | ------------------------------------------- | ----------------- | ------------------------ | --------------- |
| 34         | 1         | Masada                | Masada            | 4. Aug. 2019         | 5. Aug. 2019                                | John Grillo       | Sam Catlin & Kevin Rosen | 0,622 Mio.      |
| 35         | 2         | Das letzte Abendmahl  | Last Supper       | 4. Aug. 2019         | 5. Aug. 2019                                | John Grillo       | Gary Tieche              | 0,622 Mio.      |
| 36         | 3         | Verkommen             | Deviant           | 11. Aug. 2019        | 12. Aug. 2019                               | Kevin Hooks       | Sara Goodman             | 0,553 Mio.      |
| 37         | 4         | Dienerin des Herrn    | Search and Rescue | 18. Aug. 2019        | 19. Aug. 2019                               | Kevin Hooks       | Mark Stegemann           | 0,544 Mio.      |
| 38         | 5         | Über die Erde wandeln | Bleak City        | 25. Aug. 2019        | 26. Aug. 2019                               | Jonathan Watson   | Susan Hurwitz Arneson    | 0,527 Mio.      |
| 39         | 6         | Phase 2: Eskalation   | The Lost Apostle  | 1. Sep. 2019         | 2. Sep. 2019                                | Jonathan Watson   | Gary Tieche              | 0,453 Mio.      |
| 40         | 7         | Messiasse             | Messiahs          | 8. Sep. 2019         | 9. Sep. 2019                                | Iain B. MacDonald | Mark Stegemann           | 0,533 Mio.      |
| 41         | 8         | Gottesfurcht          | Fear of the Lord  | 15. Sep. 2019        | 16. Sep. 2019                               | Iain B. MacDonald | Wes Brown                | 0,450 Mio.      |
| 42         | 9         | Overture              | Overture          | 22. Sep. 2019        | 23. Sep. 2019                               | Laura Belsey      | Carolyn Townsend         | 0,511 Mio.      |
| 43         | 10        | Das Ende der Welt     | End of the World  | 29. Sep. 2019        | 30. Sep. 2019                               | Sam Catlin        | Sam Catlin               | 0,506 Mio.      |